# 선 레코드
선 레코드(Sun Records)는 1952년 테네시주 멤피스에서 샘 필립스가 창립한 미국의 독립음반사다. 엘비스 프레슬리, 로이 오비슨, 제리 리 루이스, 조니 캐시가 이곳에서 첫 녹음을 진행했다.

## 역사
1952년 이전 필립스가 아티스트를 스카우트해준 회사의 중역 가운데 한 명인 짐 불리엣의 원조를 받아 창건하였다.
샘 필립스는 엘비스 프레슬리, 칼 퍼킨스, 로이 오비슨, 제리 리 루이스, 조니 캐시 등의 영향력 있는 음악가들을 등용하고 처음 취입시킨 인물이다. 프레슬리의 음반 계약은 선 레코드의 재정 문제를 덜고자 필경 RCA 빅터 레코드에 35,000달러에 매각된다. 전술된 음반 전에 선은 주로 아프리카계 미국인 음악가들에 전력하는 회사였다. 필립스가 리듬 앤 블루스를 사랑했을 뿐더러 백인 청중에게도 소개하고자 하는 야망이 있었던 까닭이다. 선 레코드의 프로듀서 겸 엔지니어 잭 클리멘트는 필립스가 플로리다에 떠난 새 제리 리 루이스를 발탁하고 취입시켰다. 선 레코드의 원 로고는, 멤피스의 주민 겸 필립스의 고등학교 동창 존 게일 파커 2세가 고안했다.
선에서 녹음을 추진한 아티스트로는 로스코 고든, 루퍼스 토머스(단독으로도, 딸 칼라 토머스와 공동으로도 녹음), 리틀 밀턴, 텍스 웨이스, 찰리 리치, 하울린 울프, 빌 저스티스, 콘웨이 트위티(당시에는 본명 해럴드 젠킨스를 대고 취입)가 있었다.
선 및 필립스 인터네셔널 레이블에서 녹음 및 발매를 행한 여성 아티스트는 총 16명이었으며, 바버라 피트먼과 더 밀러 시스터즈 등이 해당된다.
1969년 머큐리 레코드의 프로듀서 셜비 싱글톤이 필립스로부터 선 레이블을 매입한다. 싱글톤은 자기 기업을 선 인터네셔널 코퍼레이션과 합병, 1970년대 초부터 초기 선 아티스트의 컴필레이션을 재발매 및 재가공했다. 이후 1979년, 엘비스 프레슬리를 흉내낸 로커빌리 헌정 가수 지미 "오리온" 엘리스를 선보이기도 했다.
회사는 선 엔터테인먼트 코퍼레이션으로서 사업 활동을 계속하고 있으며, 현재도 독립 재발행사에 그 브랜드 및 클래식 히트곡 사용 허가를 재량하고 있다. 선 엔터테인먼트에는 SSS 인터네셔널 레코드, 플랜테이션 레코드, 아마존 레코드, 레드 버드 레코드, 블루 캣 레코드 등등 여러 회사가 수년에 걸쳐 병합되어 왔다. 그 웹사이트에서는 1950년대 선 로고가 붙은 수집품이나 콤팩트 디스크를 판매하고 있다.
선 레코드는 테네시주 내슈빌에 위치하고 있다. 1970년부로 재발행사로 변용됐지만, 2013년에 이례적으로 컨트리 음악가 줄리 로버트와 녹음 계약을 맺었다.

## 유산
선 레코드 음악인들의 음악들은 20세기 말 대중음악 및 로큰롤의 기반을 마련했으며 비틀즈 따위의 창창한 음악가들에게 영향력을 미쳤다. 2001년 폴 매카트니는 헌정음반 《Good Rockin' Tonight: The Legacy of Sun Records》에서 참사하기도 했다. 2008년 헌정뮤지컬 《밀리언 달러 콰르텟》은 칼 퍼킨스, 조니 캐시, 제리 리 루이스가 피아노에 앉은 엘비스 프레슬리를 둘러싼 유명 사진을 근거로 제작되었다. 그날 밤 이 네 명은 선 레코드의 한 칸짜리 녹음실에서 즉흥 재밍에 참여하는데, 그것이 1956년 12월 4일에 있던 "밀리언 달러 콰르텟"이었다.
러빈 스푼풀의 노래 〈Nashville Cats〉에서, 존 서배스천은 선을 "내슈빌의 노란 선 레코드"로 언급한다.
2017년 2월에서 4월까지 CMT는 레이블에 관한 8부작 TV시리즈를 방영했다.

## 같이 보기
- 음반사 목록
- 엘비스 프레슬리가 선 레코드에서 녹음한 노래 목록
- 조니 캐시가 선 레코드에서 녹음한 노래 목록
- 로이 오비슨이 선 레코드에서 녹음한 노래 목록